# Bachmannia woodii
Bachmannia woodii là một loài thực vật có hoa trong họ Capparaceae. Loài này được (Oliv.) Gilg mô tả khoa học đầu tiên năm 1904.